# Parafia św. Andrzeja Boboli w Rawiczu
Parafia pw. Świętego Andrzeja Boboli w Rawiczu – parafia rzymskokatolicka w Rawiczu, należąca do dekanatu rawickiego archidiecezji poznańskiej. Została utworzona 1 kwietnia 1976. Kościół parafialny (wzniesiony jako świątynia ewangelicka) w stylu klasycystycznym zbudowany 1803–1808 według projektu Karla Georga Langhansa (twórcy m.in. Bramy Brandenburskiej w Berlinie), odbudowany po pożarze 1915. 

## Zasięg parafii
Do parafii należą wierni z południowej części Rawicza oraz z miejscowości: Masłowo, Dębno Polskie, Kąty, Załęcze, Warszewko i Folwark. 

## Proboszczowie
- ks. Janusz Szajkowski (1970–1979)
- ks. Kazimierz Wylegała (1979–2007)
- ks. Krzysztof Skowroński (2007–2012)
- ks. Mateusz Drob (2012–2017)
- ks. Marian Brdyś (2017–2018)
- ks. Edmund Magdziarz (2018–2022)[1]
- ks. Janusz Małuszek (2022– )[2]